# César Casariego (Santa Cruz de Tenerife)
César Casariego es un barrio de la ciudad de Santa Cruz de Tenerife (Tenerife, Canarias, España), que se encuadra administrativamente dentro del distrito de Ofra-Costa Sur, siendo además donde se ubica la sede del mismo.

## Demografía
| 2004  | 2005  | 2006  | 2007  | 2008  | 2009  | 2010  |
| ----- | ----- | ----- | ----- | ----- | ----- | ----- |
| 5.413 | 5.252 | 5.289 | 5.156 | 5.047 | 4.923 | 4.843 |

## Edificios y lugares de interés
- Rocódromo César Casariego